# Trioceros schoutedeni
Espèce
Synonymes
- Chamaeleo bitaeniatus schoutedeni Laurent, 1952
- Chamaeleo schoutedeni Laurent, 1952

Statut de conservation UICN

 DD  : Données insuffisantes
Statut CITES
Trioceros schoutedeni est une espèce de sauriens de la famille des Chamaeleonidae.

## Répartition
Cette espèce se rencontre au Rwanda et dans l'est du Congo-Kinshasa.

## Étymologie
Cette espèce est nommée en l'honneur de Henri Schouteden.

## Publication originale
- Laurent, 1952 : Batraciens et Reptiles récemment acquis par le Musée du Congo Belge. Revue de Zoologie et de Botanique Africaines, vol. 44, p. 198-203.